# Österåker-Östra Ryds församling
Österåker-Östra Ryds församling är en församling i Svenska kyrkan i Österåkers pastorat i Roslags kontrakt i Stockholms stift. Den ligger i Österåkers kommun norr om Stockholm.   	

## Administrativ historik
Församlingen bildades 1992 genom sammanslagning av Österåkers och Östra Ryds församlingar och utgjorde därefter ett eget pastorat.  Från 2018 ingår församlingen i Österåkers pastorat.

## Församlingens kyrkor
- Åkersberga kyrka
- Österåkers kyrka
- Östra Ryds kyrka